# Vado Football Club 1933-1934
Questa voce raccoglie le informazioni riguardanti il Vado Football Club nelle competizioni ufficiali della stagione 1933-1934.

## Rosa
| N. |                   | Ruolo | Calciatore          |
| -- | ----------------- | ----- | ------------------- |
|    | Italia (bandiera) | C     | Angelo Bacigalupo   |
|    | Italia (bandiera) | A     | Giovanni Aprile     |
|    | Italia (bandiera) | A     | Vittorio Bacigalupo |
|    | Italia (bandiera) | A     | Pietro Caviglia     |
|    | Italia (bandiera) | P     | Giuseppe Chittolina |
|    | Italia (bandiera) | C     | Fioretti            |
|    | Italia (bandiera) | D     | Giuseppe Frumento   |

| N. |                   | Ruolo | Calciatore     |
| -- | ----------------- | ----- | -------------- |
|    | Italia (bandiera) | D     | David Massazza |
|    | Italia (bandiera) | A     | Emanuele Oliva |
|    | Italia (bandiera) | C     | Renato Poli    |
|    | Italia (bandiera) | C     | Nicolò Rosso   |
|    | Italia (bandiera) | C     | Amelio Storti  |
|    | Italia (bandiera) | D     | Carlo Tassara  |
|    | Italia (bandiera) | D     | Tomei          |